# Séverine Deppner
Séverine Deppner (* 27. Januar 2007) ist eine französische Tennisspielerin.

## Karriere
Deppner begann mit sieben Jahren mit dem Tennisspielen und spielt bislang Turniere der ITF Junior Tour und der ITF Women’s World Tennis Tour, wo sie aber bislang noch keinen Titel gewinnen konnte.
2020 und 2021 nahm sie an den Les Petits As teil.
Im Mai 2023 erhielt Deppner eine Wildcard für die Qualifikation zum Hauptfeld im Dameneinzel der Internationaux de Strasbourg, ihrem ersten Turnier auf der WTA Tour. 
2023 tritt Deppner für die Damenmannschaft des TC BW Oberweier in der Damen Oberliga Gr. 006 im Badischen Tennisverband an.